# Siphonops insulanus
Espèce
Statut de conservation UICN

 DD  : Données insuffisantes
Siphonops insulanus est une espèce de gymnophiones de la famille des Siphonopidae.

## Répartition
Cette espèce est endémique de l'État de São Paulo au Brésil. Elle se rencontre dans les municipalités de Victoria, d'Ilhabela et d'Ubatuba.

## Publication originale
- Ihering, 1911 : Os amphibios do Brasil. 1a Ordem: Gymnophiona. Revista do Museu Paulista, São Paulo, vol. 8, p. 89-111 (texte intégral).